# Hiroshi Hirakawa
Hiroshi Hirakawa (jap. 平川 弘, Hirakawa Hiroshi; * 10. Januar 1965 in der Präfektur Kanagawa) ist ein ehemaliger japanischer Fußballspieler.

## Nationalmannschaft
1985 debütierte Hirakawa für die japanische Fußballnationalmannschaft. Hirakawa bestritt 13 Länderspiele.

## Errungene Titel
- Japan Soccer League: 1988/89, 1989/90
- Kaiserpokal: 1988, 1989, 1991, 1992